# Ерік Шмідт
Ерік Емерсон Шмідт (англ. Eric Emerson Schmidt; нар. 27 квітня 1955, Вашингтон, США) — американський бізнесмен із технологій та інженер програмного забезпечення. Він відомий тим, що був генеральним директором Google з 2001 по 2011 роки, виконавчим головою Google з 2011 по 2015 рік, виконавчим головою компанії Alphabet Inc.  з 2015 по 2017 рік [3], а також технічним радником компанії Alphabet з 2017 по 2020 рік.
Будучи стажером у Bell Labs, Шмідт у 1975 р. був співавтором Lex — програмного забезпечення для створення лексичних аналізаторів для комп’ютерної операційної системи Unix. З 1997 по 2001 рік він був головним виконавчим директором компанії Novell. Він працював у різних інших радах наукових кіл та промисловості, включаючи Опікунські ради Університету Карнегі-Меллона, Apple, Прінстонський університет та клініку Мейо.
Станом на 8 травня 2021 року, Індекс мільярдерів Bloomberg позначив Шмідта як 70-у найбагатшу людину у світі, оцінюючи його статок у 24,3 млрд доларів.

## Раннє життя
Ерік Емерсон Шмідт народився у Фолс-Черч, штат Вірджинія, виріс у Фолс-Черч і Блексбурзі, Вірджинія. Він один із трьох синів Елеонори, яка отримала ступінь магістра психології, та Уілсона Емерсона Шмідта, професора міжнародної економіки у Технікумі Вірджинії та Університеті Джона Гопкінса, який працював у Міністерстві фінансів США під час президентства Ніксона. Частину свого дитинства Шмідт провів в Італії внаслідок роботи свого батька і заявив, що це змінило його світогляд.
Ерік Шмідт закінчив середню школу Йорктауна в мікрорайоні Йорктаун, округ Арлінгтон, штат Вірджинія, у 1972 році, після того, як він заробив вісім нагород за біг на довгі дистанції. Ерік навчався у Прінстонському університеті, починаючи з архітектури та потім перейшовши на електротехніку, де  здобув ступінь бакалавра технічних наук у 1976 р.
З 1976 по 1980 рік, Ерік Шмідт проживав у Міжнародному домі Берклі, де познайомився зі своєю майбутньою дружиною Венді Бойл.
У 1979 році в Каліфорнійському університеті, Берклі, Ерік Шмідт отримав ступінь магістра наук за проектування та впровадження мережі (Berknet), що зв'язує комп'ютерний центр кампусу з відділами CS та EECS. Там він також здобув ступінь доктора філософії в 1982 р. з дисертацією про проблеми управління розробкою розподіленого програмного забезпечення та інструментами для вирішення цих проблем.

## Кар'єра

#### Рання кар'єра
На початку своєї кар’єри Ерік Шмідт займав ряд технічних посад в ІТ-компаніях, включаючи Byzromotti Design, Bell Labs (у галузі досліджень та розробок), Zilog, та Дослідницький центр Пало-Альто (PARC).
Влітку в Bell Labs, він і Майк Леск написали Lex, програму, що використовується у побудові компілятора, і яка генерує лексико-аналізатори з описів регулярних виразів.

#### Sun Microsystems
У 1983 році Ерік Шмідт приєднався до Sun Microsystems як перший менеджер програмного забезпечення. Пізніше він став директором з програмної інженерії, віце-президентом та генеральним менеджером підрозділу програмних продуктів, віце-президентом групи загальних систем та президентом Sun Technology Enterprises.
Під час свого перебування в компанії Sun, він став мішенню двох відомих першотравневих пустощів. Спочатку, його офіс був розібраний і перебудований на платформі посеред водойми в комплекті з робочим телефоном і робочою станцією в корпоративній мережі Ethernet. Наступного року робочий Volkswagen Beetle був розібраний і знову зібраний у його офісі. 

#### Novell
У квітні 1997 року Ерік Шмідт став генеральним директором та головою правління Novell. Він головував у періоді занепаду в Novell, коли його протокол IPX замінювався відкритими продуктами TCP/IP, в той же час Microsoft поставляла безкоштовні стеки TCP/IP у Windows 95, що зробило Novell набагато менш прибутковим. У 2001 році він покинув компанію після того як Cambridge Technology Partners придбали компанію.

#### Google
Засновники Google Ларрі Пейдж та Сергій Брін взяли інтерв’ю у Шмідта. Ерік вразив їх, тож вони залучили його керувати їхньою компанією у 2001 році під керівництвом венчурних капіталістів Джона Доера та Майкла Моріца. 
У березні 2001 року Ерік Шмідт приєднався до ради директорів Google на посаді голови, а в серпні 2001 року став генеральним директором компанії. У Google, Шмідт поділив відповідальність за щоденну діяльність Google із засновниками Пейджем та Бріном. До первинного публічного розміщення акцій Google, Ерік Шмідт виконував обов’язки, як правило, покладені на генерального директора публічної компанії, та зосереджувався на управлінні віце-президентами та організацією продажів. За даними Google, посадові обов’язки Еріка Шмідта включали «створення корпоративної інфраструктури, необхідної для підтримки швидкого зростання Google як компанії, та забезпечення високої якості, коли час циклу розробки продуктів, зводиться до мінімуму.» 

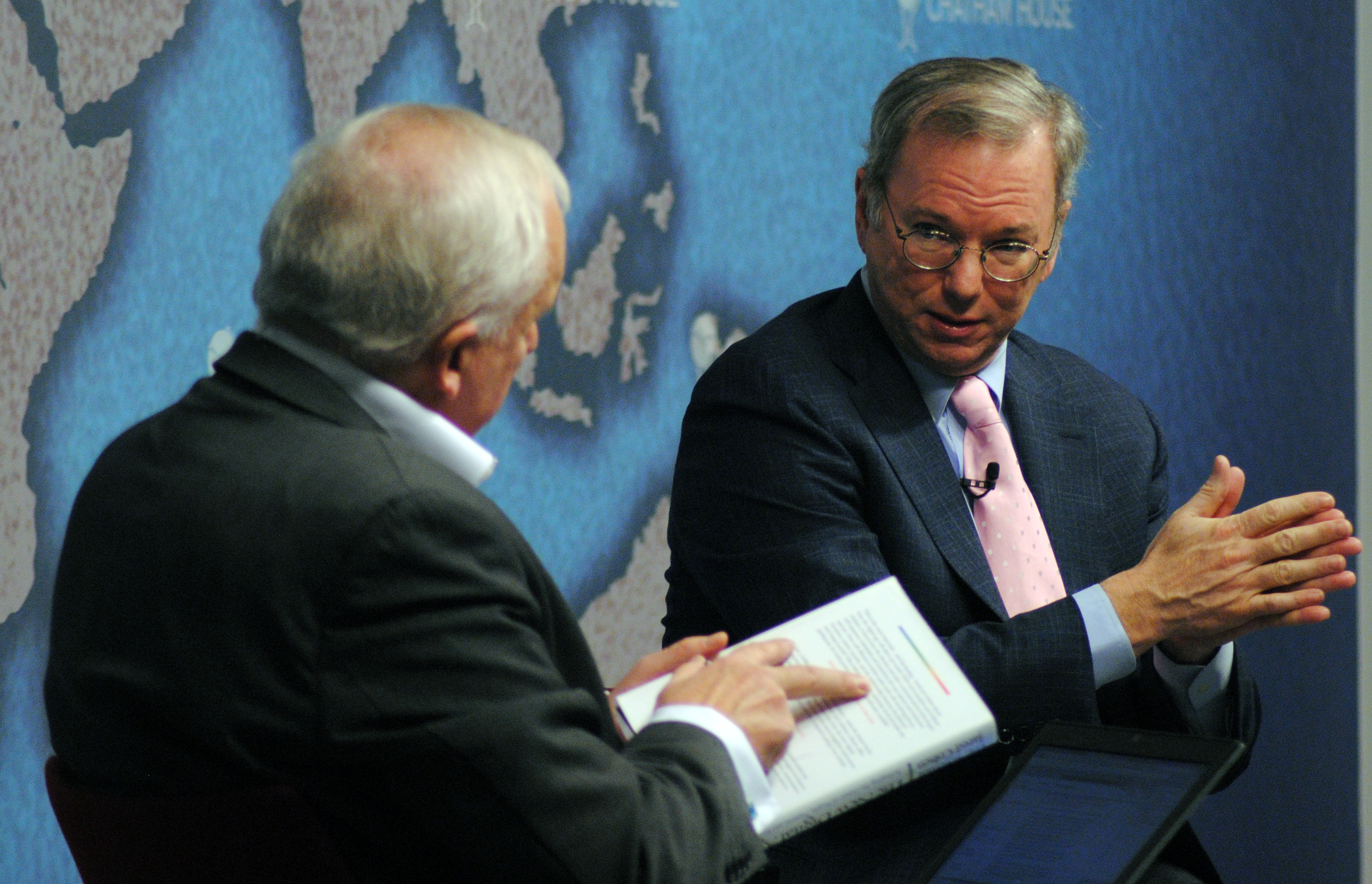
Ерік Шмідт на посаді виконавчого голови Google (зліва) у розмові з Ніком Говінгом

Після прийняття на роботу в Google, Еріку Шмідту виплатили 250 000 доларів заробітної плати та щорічну премію за продуктивність. Йому було надано 14 331 703 акції звичайних акцій класу В за 0,30 дол. США за акцію, та 426 892 акції привілейованих акцій серії С за ціною 2,34 дол. США за акцію.
У 2004 році Ерік Шмідт та засновники Google погодилися на базову заробітну плату в розмірі 1 долару США (яка тривала до 2010 року) з компенсацією у розмірі 557 465 доларів США у 2006 році, 508 763 доларів США у 2008 році та 243 661 долару США у 2009 році. Він не отримав жодних додаткових акцій у 2009 чи 2010 рр. Більшість його компенсацій припадали на "особисту безпеку" та чартери приватних літаків.
У 2007 році PC World поставила Еріка Шмідта першим у списку 50 найважливіших людей у  Мережі Інтернеті, разом із співзасновниками Google Пейджем та Бріном.
Ерік Емерсон Шмідт - один з небагатьох людей, які стали мільярдерами (у доларах США) на основі акцій, отриманих як працівниками в корпораціях, в яких вони не були ні засновниками, ні родичами засновників.
У списку "Світові мільярдери" за 2011 рік, Forbes визнав Еріка Шмідта 136-ю найбагатшою людиною світу, з оцінним статком у 7 мільярдів доларів.
20 січня 2011 року Google оголосила, що Ерік Шмідт піде з посади генерального директора Google, але візьме нову посаду виконавчого голови компанії та виступить радником співзасновників Пейджа та Бріна. Google дав йому нагороду в розмірі 100 мільйонів доларів у 2011 році, коли він пішов з посади генерального директора. 4 квітня 2011 р. Пейдж змінив Шмідта на посаді генерального директора.
21 грудня 2017 року Ерік Шмідт оголосив, що піде з посади виконавчого голови Alphabet. Він заявив, що "Ларрі, Сергій, Сундар і я - всі вважаємо, що в еволюції "Алфавіту" саме час для цього переходу".  
У лютому 2020 року Ерік Шмідт покинув посаду технічного радника Alphabet після 19 років роботи в компанії.

#### Міністерство оборони
У березні 2016 року було оголошено, що Ерік Шмідт очолить нову консультативну раду при Міністерстві оборони під назвою Консультативна рада з інновацій у галузі оборони. Консультативна рада служить форумом, що з'єднує опори в технологічному секторі з тими, хто в Пентагоні.
Щоб уникнути потенційних конфліктів інтересів у межах ролі, де Ерік зберігав свою роль технічного радника компанії «Алфавіт», і де тривали пропозиції Google щодо багатомільйонного хмарного контракту Пентагону, Спільної інфраструктури оборони підприємства або JEDI: Шмідт перевіряв електронні листи та інші повідомлення, де зазначається: "Існує правило: мені заборонено отримувати інформацію" про бізнес Google або "Алфавіт", оскільки це стосується Міністерства оборони ". Він покинув посаду в листопаді 2020 року.
З 2019 року по 2021 рік Ерік Емерсон Шмідт очолював Комісію національної безпеки з питань штучного інтелекту разом з Робертом О. Ворком.

#### Роль у незаконних угодах про ненабір персоналу
Під час роботи в Google, Ерік Шмідт брав участь у діяльності, яка згодом стала предметом розгляду справи щодо антимонопольного судового процесу між працівниками високотехнологічних служб, що призвела до відшкодування у розмірі 415 мільйонів доларів, сплачених компаніями Adobe, Apple, Google та Intel співробітникам. В одному інциденті, після отримання скарги від Стіва Джобса з Apple, Ерік Шмідт надіслав електронний лист до відділу кадрів Google, в якому говорилося; "Я вважаю, що у нас є політика заборони набору від Apple, і це прямий вхідний запит. Чи можете ви зупинити це та повідомити мене чому це відбувається? Мені потрібно буде швидко надіслати відповідь Apple, тому, будь-ласка, якнайшвидше дайте мені знати. Дякую, Ерік ". Електронна пошта Шмідта призвела до того, що рекрутера Google "було звільнено протягом години" за те, що він не дотримувався незаконної схеми. За Еріка Шмідта існував "Do not call list " компаній, у які Google б не брала участь. Згідно з поданням суду, інший обмін електронною поштою показує директора з персоналу Google, який запитує Шмідта про те, щоб він поділився з конкурентами своїми угодами про дзвінки. Шмідт відповів, що вважає за краще, щоб це було "усно, оскільки я не хочу створювати паперовий слід, через який нас можуть подати до суду пізніше?"

#### Apple
28 серпня 2006 року Ерік Емерсон Шмідт був обраний до ради директорів Apple Inc., і цю посаду він обіймав до серпня 2009 року.

#### Інші підприємства
Ерік Емерсон Шмідт був членом опікунських рад університетів Карнегі-Меллона та Принстонського університету, викладав у Стенфордській вищій школі бізнесу у 2000 -х роках. Ерік Шмідт працює в правліннях Інституту перспективних досліджень у Прінстоні, Академії Хана та The Economist.
«Нова Америка» —  це некомерційний інститут державної політики та аналітичний центр, заснований у 1999 році. Ерік Шмідт став наступником голови-засновника Джеймса Феллоуса у 2008 році і обіймав посаду голови до 2016 року. Заснована в 2010 році Еріком Шмідтом та Дрором Берманом, Innovation Endeavours — це венчурний капітал на ранніх стадіях. Фонд, розташований у Пало-Альто, Каліфорнія, інвестував такі компанії, як Mashape, Uber, Quixey, Gogobot, BillGuard та Formlabs.
У липні 2020 року Ерік Шмідт розпочав співпрацю з урядом США над створенням технічного коледжу в рамках ініціативи щодо навчання майбутніх кодерів, експертів із кібербезпеки та вчених.
У серпні 2020 року Шмідт запустив подкаст Reimagine with Eric Schmidt.

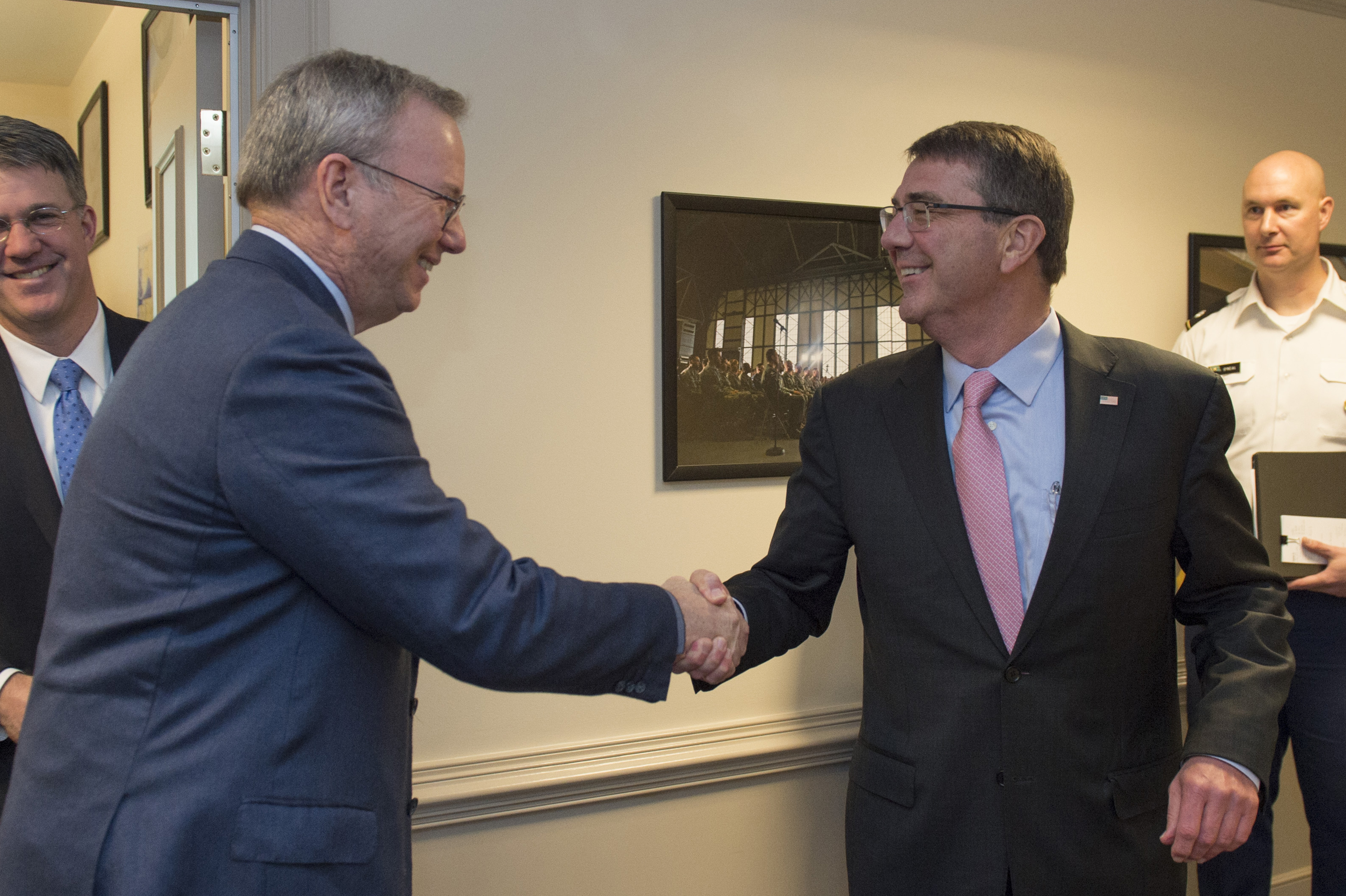
Зустріч Еріка Шмідта та Еш Картера щодо Консультативної ради Міністерства оборони з питань інновацій

#### Політичні внески
Ерік Емерсон Шмідт був неофіційним радником і основним донором президентської кампанії 2008 року Барака Обами, і розпочав кампанію на тижні 19 жовтня 2008 року від імені кандидата. Він згадувався як можливий кандидат на посаду головного директора з технологій, яку Обама створив у своїй адміністрації, і Обама думав поставити його на посаду міністра торгівлі. Після того, як Обама переміг у 2008 році, Шмідт став членом консультативної ради президента Обами з питань переходу, а потім членом Ради радників президента США з питань науки та технологій (PCAST). Ерік Шмідт працював у команді урядових відносин Google. 
Шмідт запропонував, що найпростіший спосіб одночасно вирішити всі внутрішні проблеми Сполучених Штатів - за допомогою програми стимулювання, яка заохочує відновлювану енергію та, з часом, намагається замінити викопні палива на відновлювану енергію.
Міністр оборони Еш Картер, 2 березня 2016 р призначив Еріка Шмідта головою Консультативної ради Міністерства оборони США з питань інновацій. Воно буде моделюватися як Рада оборонного бізнесу та сприятиме тому, щоб Пентагон став більш інноваційним та адаптивним [75]. 
Ерік Емерсон Шмідт є інвестором у The Groundwork, стартап-компанії, пов'язану з президентською кампанією Гілларі Клінтон у 2016 році. Наприклад, у другому кварталі 2015 року він стягував з кампанії 177 000 доларів США. До травня 2016 року кампанія витратила на це 500 000 доларів.
Ерік Емерсон Шмідт є інвестором у Тімшелі, ще одній стартап компанії, пов’язаній із президентською кампанією Гілларі Клінтон у 2016 році. [78] Timshel є материнською компанією The Groundwork. [78] 

## Філантропія

#### Фонд родини Шмідтів
Фонд родини Шмідтів був створений у 2006 році Венді Шмідт та Еріком Шмідтом для вирішення питань сталого розвитку та відповідального використання природних ресурсів.
Ерік та його дружина заснували програму літніх шкіл Чиказького університету Еріка та Венді Шмідтів для наукових досліджень даних для амбіційних дослідників.
Дочірні компанії Фонду сімейства Шмідтів включають ReMain Nantucket та Фонд морської науки і техніки; її головною благодійною програмою є проєкт «11-а година». Фонд також надав гранти Раді оборони природних ресурсів та Енергетичному фонду [80]. 
Фонд є основним фундатором Інституту океану імені Шмідта, який підтримує океанографічні дослідження, оперуючи RV Falkor.
Шмідти, співпрацюючи з архітектурною фірмою Hart Howerton, Сан-Франциско, що спеціалізується на масштабному використанні землі, відкрили на острові Nantucket кілька проектів, які прагнуть зберегти унікальний характер острова та мінімізувати вплив сезонних відвідувань на основну громаду острова. 
У 2015 році фонд пожертвував 10 мільйонів доларів акваріуму Монтерей-Бей.

#### Фонд трансформаційних технологій Шмідта
У 2009 році Ерік та Венді Шмідти надали Фонду Шмідта для трансформаційних технологій у Прінстонському університеті, 25 мільйонів доларів. Метою Фонду є підтримка найсучасніших досліджень та технологій у галузі природничих та технічних наук, заохочення співпраці між різними дисциплінами. Фонд надав грантів у розмірі 1,2 млн. Доларів США у 2010 році та 1,7 мільйона доларів грантів у 2012 році.

#### Програма наукових стипендіатів Шмідта
Створена у партнерстві з Родоським фондом, програма наукових стипендіатів Шмідта є частиною зобов’язань у розмірі 100 мільйонів доларів США, спрямованих на стимулювання наукового керівництва та міжпредметних досліджень. [90] Програма містить серію глобальних зустрічей, що включає ексклюзивні сесії у провідних світових установах, включаючи Оксфорд, Кембридж, Массачусетський технологічний інститут та Гарвард. Стипендіати отримують стипендію за участь у докторантурі, що відрізняється від їх наявного досвіду.

#### "Підйом"
Ініціатива Schmidt Futures та Родоського фонду, метою якої є збільшення можливості виняткової молоді у всьому світі служити іншим протягом усього життя. Програма, яка збиратиме та "підніматиме" молодих людей у віці від 15 до 17 років з усього світу, буде розроблена для заохочення служби та навчання протягом усього життя шляхом надання підтримки, яка може включати стипендії, кар’єрні послуги та можливості фінансування.

## Громадські позиції

#### Ухилення від сплати податків
Ерік Шмідт стверджував, що використання Google штучних відмінностей, щоб уникнути сплати мільярдів фунтів стерлінгів у вигляді податку на корпорації, інакше заборгованого за операції у Великій Британії, є "капіталізмом", і що він "дуже цим пишався".
16 травня 2013 р., Голова Комітету з питань державних рахунків Сполученого Королівства Маргарет Ходж звинуватила Google у "розрахунку та неетичності" щодо використання штучних відмінностей, щоб уникнути сплати мільярдів фунтів стерлінгів корпоративного податку, заборгованого за операціями у Великій Британії. Комітет, який представляє інтереси всіх платників податків Великої Британії, звинуватив компанію Google у тому, що вона "зла" за те, що не сплатила "справедливу суму податку".
У 2015 році уряд Великої Британії ввів новий закон, призначений для покарання Google та інших великих транснаціональних корпорацій за штучне ухилення від сплати податків. Google звинувачують у тому, що він не сплатив десятки мільярдів доларів податків за допомогою складної схеми ліцензійних угод між компаніями та переказів до податкових гаваней. Шмідта також критикували за його неточне використання терміна "капіталізм" для опису мільярдів доларів, що переводяться в податкові гавані, де фактично не відбувається економічної діяльності. 

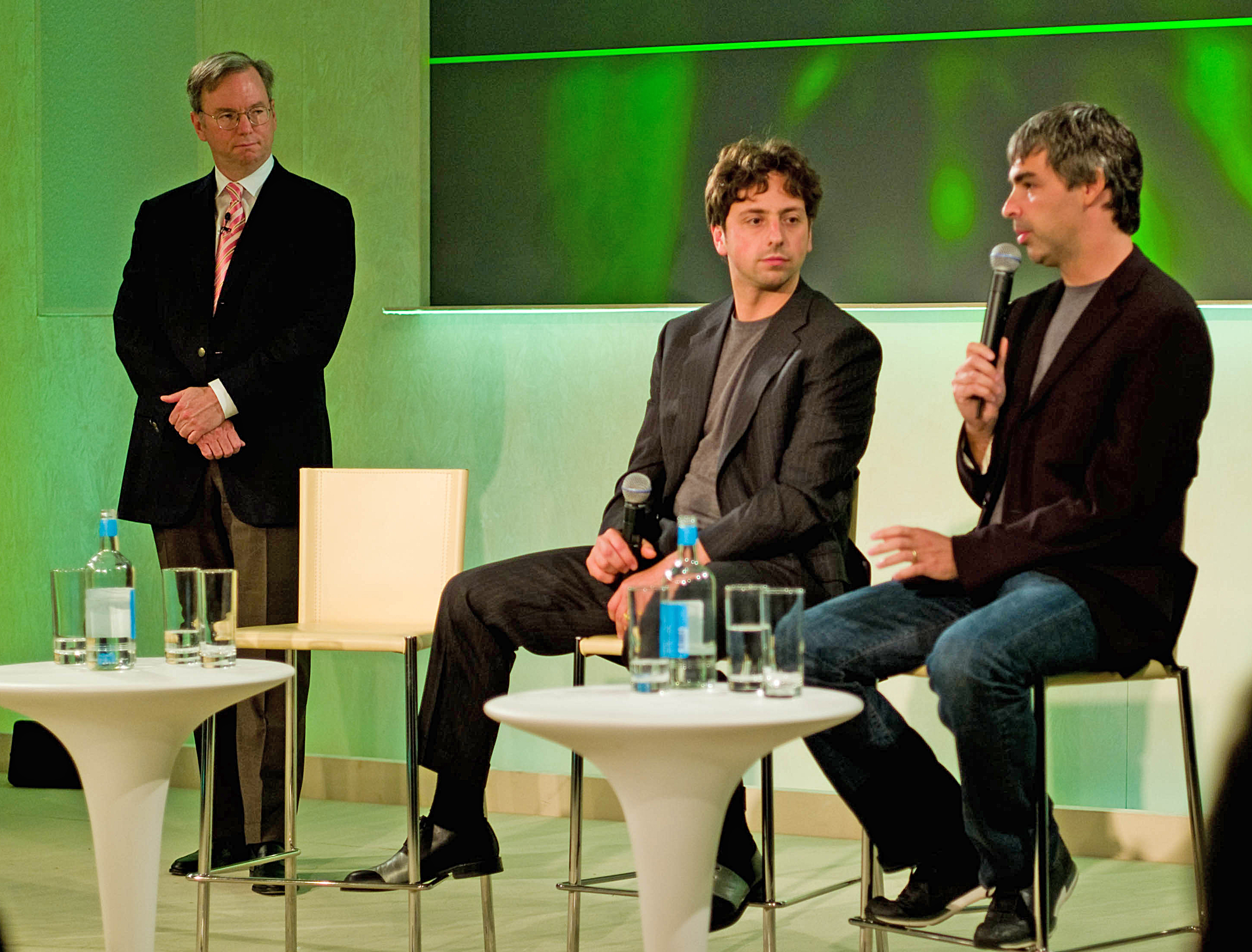
Шмідт із засновниками Google

#### Конфіденційність
Публічно Ерік Шмідт заявив, що, як перефразує CNN/Money, "має бути компроміс між проблемами конфіденційності та функціональністю". Його пояснення посилаються на "Не будь злим".
Під час інтерв'ю, яке вийшло в ефір 3 грудня 2009 р., У документальному фільмі CNBC "Усередині розуму Google", Шмідта запитали: "Люди ставляться до Google як до свого найнадійнішого друга. Чи повинні вони бути такими?" Він відповів: "Я думаю, що судження має значення. Якщо у вас є щось, про що ви не хочете, щоб хтось знав, можливо, вам не варто це робити в першу чергу. Але якщо вам дійсно потрібна така приватність, реальність така: пошукові системи, включаючи Google, деякий час зберігають цю інформацію. І важливо, наприклад, що ми всі підпорядковуємось Закону про патріотизм у Сполучених Штатах . Цілком можливо, що інформація може бути надана органам влади ".
На конференції Techonomy 4 серпня 2010 року Шмідт висловився, що технологія хороша. І він сказав, що єдиний спосіб подолати виклики - це "набагато більша прозорість і відсутність анонімності". Він також заявив, що в епоху асиметричних загроз "справжня анонімність надто небезпечна". Однак на Фестивалі сіна 2013 року Ерік Шмідт висловив стурбованість тим, що обмін особистою інформацією є надто масовим і може мати негативний вплив, особливо на підлітків, заявляючи, що "у нас ніколи не було покоління, яке б мало повний фотографічний, цифровий запис того, що вони робили", заявляючи, що "у нас є момент, коли ми [Google] забуваємо інформацію, яку знаємо про вас, тому що це правильний вибір. У житті бувають ситуації, коли краще щоб їх не було ". 
У 2013 році Ерік Шмідт заявив, що урядове спостереження в Сполучених Штатах є "природою нашого суспільства" і що він не збирається "судити про це". Однак, виявивши, що АНБ таємно шпигувало за центрами обробки даних Google у всьому світі, він назвав цю практику "обурливою" і розкритикував колекцію американських телефонних записів АНБ. 
У 2005 році Google вніс журналістів CNET у чорний список і заборонив журналістам розмовляли з працівниками Google до липня 2006 року, після того як CNET опублікувала особисту інформацію про Еріка Шмідта, включаючи його політичні пожертви, захоплення, заробітну плату та околиці, які були отримані за допомогою пошуку Google.

#### Мережевий нейтралітет

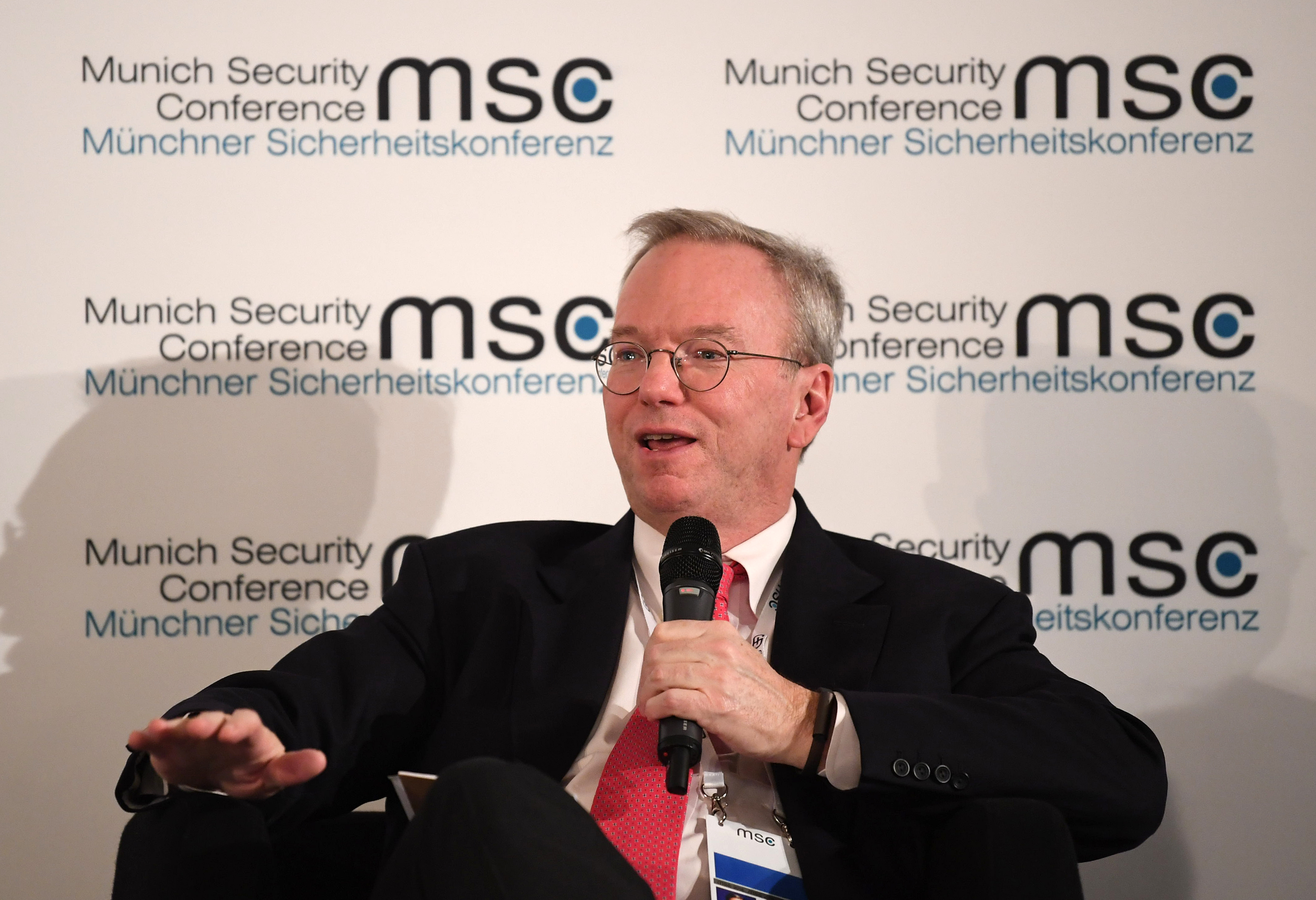
Шмідт під час Мюнхенської конференції з безпеки 2018

У серпні 2010 року Ерік Шмідт уточнив погляди своєї компанії щодо нейтральності мережі: "Я хочу наголосити що ми маємо на увазі під нейтральністю мережі: ми маємо на увазі, що якщо у вас є один тип даних, наприклад відео, ви не дискримінуєте відео однієї людини на користь іншої. Але це нормально для дискримінації між різними типами. Таким чином, ви можете пріоритетувати голос над відео. І щодо цього є загальна згода з Verizon та Google".

#### Вплив на використання Інтернету в Північній Кореї
У січні 2013 року Ерік Шмідт та Джаред Коен, директор Google Ideas, відвідали Північну Корею разом із колишнім губернатором Нью-Мексико Біллом Річардсоном. Ця поїздка отримала широкий розголос та викликала суперечки через тривалу напруженість між Північною Кореєю та Сполученими Штатами. 10 серпня 2013 р. Північна Корея оголосила про смартфон корінного населення під назвою Arirang, який, можливо, використовує операційну систему Google Android.

#### Пропаганда відкритого використання Інтернету в М'янмі
У березні 2013 року Ерік Шмідт відвідав М’янму, де десятиліттями керувала військова хунта, яка зараз переходить до демократії. Під час свого візиту Ерік виступив за безкоштовне та відкрите користування Інтернетом у країні і мав заплановану зустріч з президентом країни.

#### Технологія та суспільство
У січні 2015 року Ерік Шмідт та Джаред Коен, директор Google Ideas, зустрілися з Папою Франциском, щоб обговорити технології та суспільство. Це була перша зустріч між Папою та лідером технологій, після якої інші технічні лідери відвідали Ватикан.

#### Нова цифрова епоха
У 2013 році Ерік Шмідт та Джаред Коен, директор аналітичного центру Google Ideas, опублікували книгу «Нова цифрова епоха: перебудова майбутнього людей, націй та бізнесу», де обговорюються геополітичні наслідки все більш широкого використання Інтернету та доступу до інформації. Книга була натхненна нарисом у журналі Foreign Affairs, написаному двома співавторами у 2010 р. Він також написав передмову до книги «Стартап-гра: Всередині партнерства між венчурними капіталістами та підприємцями» Вільяма Х. Дрейпера.

#### Як працює Google
У 2014 році Ерік Шмідт був співавтором книжки-бестселера New York Times «Як працює Google» разом з Джонатаном Розенбергом, колишнім старшим віце-президентом із продуктів Google і нинішнім радником генерального директора Google Ларрі Пейджем, та Аланом Іглом. Книга являє собою збірник уроків управління бізнесом, отриманих за часів Шмідта та Розенберга, які керували компанією Google. У своїй книзі Ерік Шмідт стверджує, що успішні компанії в епоху Інтернету, орієнтованого на технології, повинні залучати розумних та креативних співробітників та створювати середовище, де вони зможуть процвітати. Він стверджує, що традиційні правила ведення бізнесу, які роблять компанію успішною, змінилися; компанії повинні максимізувати свободу і швидкість, а прийняття рішень не повинно лежати в руках небагатьох. Шмідт також підкреслює, що окремі особи та невеликі команди можуть мати значний вплив на інновації.

#### Закон Шмідта
Датується початком 1990-х років "Закон Шмідта", коли Шмідт передбачив що мережа стане комп’ютером. Закон Шмідта стверджує: «Коли мережа стає такою ж швидкою, як і основна панель вашого комп’ютера, комп’ютер порожніє, його компоненти розпорошуються по Мережі, його значення мігрує на функції пошуку та сортування.»

#### Послуги соціальних мереж
У жовтні 2020 року Шмідт заявив, що послуги соціальних мереж є "підсилювачами для ідіотів та божевільних", і що це не те, що великі технологічні компанії мали намір створювати.

## Інші роботи

#### Колекція мистецтва
Ерік Емерсон Шмідт був у списку 200 найкращих колекціонерів мистецтва ARTnews у 2008 році. Ерік заперечував, що він був колекціонером мистецтв, незважаючи на свою причетність до мистецтва у 2019 році.

#### Більдерберзька Група
Він є членом Більдерберзької групи і щорічно відвідує Більдерберзькі конференції з 2007 р. (За винятком 2009 р.) Він також є зареєстрованим членом Тристоронньої комісії. Він є членом Міжнародної консультативної ради при Урядовій школі Блаватніка Оксфордського університету.

#### Інститут Берггруена
Ерік Шмідт є активним членом Ради Інституту Берггруена 21 століття та її ради директорів.

#### Акторська гра
У 2014 році він зіграв епізодичну роль у фільмі Дурний і ще дурніший. Він також мав епізодичну роль у шоу HBO Кремнієва долина.

## Особисте життя
У червні 1980 року Шмідт одружився з Венді Сьюзан Бойл (народилася 1955 року в Шорт-Хіллз, штат Нью-Джерсі). Вони жили в Атертоні, Каліфорнія, протягом 1990-х років. У них є дочка Софі, і була ще одна - Елісон, яка померла у 2017 році від хвороби. Вони розлучилися в 2011 році; ряд зовнішніх відносин Шмідта привернув увагу громадськості, але він продовжує благодійні зусилля в ім'я себе та його дружини.
У січні 2013 року Ерік Шмідт відвідав Північну Корею разом зі своєю дочкою Софі, Джаредом Коеном та колишнім губернатором Нью-Мексико Біллом Річардсоном.
У 2015 році Ерік Шмідт придбав 20% акцій D.E. Shaw & Co. Шмідт також є інвестором у CargoMetrics, іншому квантовому хедж-фонді.
У квітні 2015 року Ерік виступив із початковою адресою у Virginia Tech, розташованій у будинку дитинства Шмідта у Блекксбурзі, штат Вірджинія. Це сталося за слідами Шмідта, який зробив пожертву в розмірі 2 мільйонів доларів Інженерному коледжу Вірджинії. Благодійність Шмідта - результат його багаторічної дружби з колишнім президентом Virginia Tech Полом Торгерсеном. Його пожертва фінансувала кафедру інженерії Павла і Доротеї Торгерсен.
У вересні 2020 року Ерік Шмідт придбав особняк Монтесіто, маєток площею 22 000 квадратних футів з видом на Санта-Барбару, за 30,8 млн доларів.
У листопаді 2020 року Recode повідомив, що Ерік Шмідт завершує свій план стати громадянином острівної держави Кіпр. Він один з найвідоміших або відомих людей, які скористалися суперечливими програмами інвесторів-іммігрантів, які пропонують "паспорт для продажу". Цей паспорт можна використовувати для в’їзду в будь-яку країну Європейського Союзу.